# ネウム
ネウム（Neum, セルビア語表記：Неум）は、ボスニア・ヘルツェゴビナのボスニア・ヘルツェゴビナ連邦ヘルツェゴビナ・ネレトヴァ県に属する人口4,300人ほどの町。アドリア海沿岸に位置しており、ボスニア・ヘルツェゴビナで唯一、海に面した部分となっているが、国全体をまかなうような大きな港があるわけではない。海岸線に対して両側をクロアチアに接し、住民もクロアチア人が主体である。
1718年に結ばれたパッサロヴィッツ条約（ポジャレヴァツ条約）の結果ダルマチアのほぼ全域はヴェネツィア共和国領と定められたが、ヴェネツィアとオスマン帝国の保護国（都市国家）であったラグサ（現在のドゥブロヴニク）との紛争を防ぐため、ネウムは両者の緩衝地帯としてオスマン帝国領となった。この時引かれた国境線が、主体となる国家が変遷しつつも現在まで引き継がれている。